# 1998 w nauce

## Astronomia
- Charles Townes – Nagroda Henry Norris Russell Lectureship przyznawana przez American Astronomical Society.
- Roger Blandford – Nagroda Dannie Heineman Prize for Astrophysics przyznawana przez American Astronomical Society.

## Nagrody Nobla
- Fizyka – Robert Laughlin, Horst Störmer, Daniel Chee Tsui
- Chemia – Walter Kohn, John A. Pople
- Medycyna – Robert Furchgott, Louis Ignarro, Ferid Murad